# Pelgrimspad
Het Pelgrimspad (LAW 7-1 en LAW 7-2) is een langeafstandswandelpad bestaande uit twee delen. Deel 1 loopt van Amsterdam naar 's-Hertogenbosch en heeft een lengte van 206 kilometer. Deel 2 heeft een lengte van 250 kilometer en loopt van 's-Hertogenbosch naar het Vrijthof te Maastricht, met in Cadier en Keer een aftakking naar Wezet (Visé) in België, waar een aansluiting bestaat op wandelroute GR5, die uiteindelijk in Nice eindigt. Het pad is in beide richtingen met wit-rode tekens gemarkeerd en in twee gidsjes beschreven.

## Oude pelgrimsroute
De naam van dit pad verwijst naar de oude pelgrimsroute naar Santiago de Compostela, hoewel dit meer een associatie is dan dat hiermee een historische route vanuit de Nederlanden naar die bedevaartsplaats is gereconstrueerd. Voor zover dergelijke routes destijds vast lagen, gold dat slechts voor de routes vanuit een aantal plaatsen in Frankrijk naar de Pyreneeën en van de Pyreneeën naar Santiago. Zie hiervoor ook Pelgrimsroutes naar Santiago de Compostela in Frankrijk. De route voert echter wel langs een aantal (kleinere) bedevaartsplaatsen en andere plaatsen van religieus belang in Brabant en Limburg.

## De route

### Etappes
| etappe | van                        | naar                      | lengte (km) |
| ------ | -------------------------- | ------------------------- | ----------- |
| 1      | Amsterdam Centraal Station | Amsterdamse Bos           | 18          |
| 2      | Amsterdamse Bos            | De Kwakel                 | 12          |
| 3      | De Kwakel                  | Aarlanderveen             | 17          |
| 4      | Aarlanderveen              | Reeuwijk                  | 18          |
| 5      | Reeuwijk                   | Haastrecht                | 19          |
| 6      | Haastrecht                 | Groot-Ammers              | 16          |
| 7      | Groot-Ammers               | Hardinxveld-Giessendam    | 26          |
| 8      | Hardinxveld-Giessendam     | Wilhelminasluis (Giessen) | 17          |
| 9      | Wilhelminasluis (Giessen)  | Nederhemert-Noord         | 19          |
| 10     | Nederhemert-Noord          | Drunen                    | 17          |
| 11     | Drunen                     | Distelberg                | 17          |
| 12     | Distelberg                 | 's-Hertogenbosch station  | 12          |
| 13     | 's-Hertogenbosch station   | Haaren                    | 19          |
| 14     | Haaren                     | Middelbeers               | 20          |
| 15     | Middelbeers                | Steensel                  | 21          |
| 16     | Steensel                   | Heeze station             | 24          |
| 17     | Heeze station              | Maarheeze station (2 km)  | 25          |
| 18     | Maarheeze station (2 km)   | Weert                     | 15          |
| 19     | Weert                      | Ell                       | 17          |
| 20     | Ell                        | Roosteren                 | 23          |
| 21     | Roosteren                  | Sittard station           | 18          |
| 22     | Sittard station            | Nuth                      | 17          |
| 23     | Nuth                       | Gulpen                    | 22          |
| 24     | Gulpen                     | Schin op Geul             | 7           |
| 25     | Schin op Geul              | Maastricht, Vrijthof      | 22          |
| 26     | Cadier en Keer             | Mesch                     | 14          |
| 27     | Mesch                      | Wezet station             | 12          |

### Het eerste deel
De route begint bij het Centraal Station van Amsterdam en gaat via het Vondelpark en het Amsterdamse Bos naar Aalsmeer. De wandelaar passeert het Fort bij De Kwakel, onderdeel van de Stelling van Amsterdam, en volgt het Amstel-Drechtkanaal en het Aarkanaal tot Papenveer. Via Aarlanderveen en Zwammerdam worden de Reeuwijkse plassen bereikt. Na Haastrecht gaat de route langs de Vlist naar Schoonhoven, waar de Lek per pont wordt overgestoken.
De route gaat dan via Nieuwpoort en Groot-Ammers door het polderlandschap van de Alblasserwaard langs Bleskensgraaf naar Neder-Hardinxveld. Na Boven-Hardinxveld gaat de route door het natuurgebied de Avelingen naar Gorinchem. Hier neemt de wandelaar de pont over de Merwede naar Woudrichem. De hoofdroute gaat langs de Afgedamde Maas naar Brakel; een variant gaat per pont naar slot Loevestein en door de polder Munnikenland naar Brakel.
Door de Bommelerwaard gaat de route naar Aalst en Nederhemert, met een veer over de Afgedamde Maas, en steekt bij Heusden de Bergsche Maas over. Via de Loonse en Drunense Duinen wordt Vught bereikt, waar de route bij het station van 's-Hertogenbosch eindigt.

### Het tweede deel
De route aan het begin van deel 2 is voor een klein stukje gelijk aan het laatste stukje van deel 1, want van station te 's-Hertogenbosch loopt het in zuidelijke richting naar Vught. Vandaar voert het langs Haaren, Oisterwijk, Middelbeers, Vessem, Knegsel, Steensel onder Eindhoven door naar Heeze.
Via de Strabrechtse Heide en de Lieropse heide gaat de route naar Weert, Tungelroy, Hunsel, Ittervoort en Thorn. Hier gaat de route over Belgisch grondgebied via Kessenich naar Maaseik, waar de Maas wordt overgestoken.
Via Roosteren en Born gaat de route naar Sittard en van daar naar Spaubeek, Nuth en Voerendaal. Hierna loopt de route door heuvelachtig gebied langs Ubachsberg, Gulpen, Schin op Geul, Cadier en Keer en Gronsveld, om achter Mesch weer in België te geraken. Het pad eindigt bij het station van Wezet (Visé).
In Zuid-Limburg voert de route door een (voor Nederlandse begrippen) geaccidenteerd gebied.

## Openbaar vervoer
Aansluitingen op het openbaar vervoer bestaan uit stations te Amsterdam, Gorinchem, 's-Hertogenbosch, Heeze, Weert, Sittard, Spaubeek, Nuth, Schin op Geul, Eijsden en Wezet (Visé) en busverbindingen in de meeste overige plaatsen.

## Andere wandelpaden op de route
De route sluit in Amsterdam bij het Centraal Station aan op het Zuiderzeepad (en via die route bij de oostgrens van Amsterdam op het Trekvogelpad). Tussen Aalsmeer en De Kwakel loopt de route gelijk op met de Stelling van Amsterdam. Van nabij Haastrecht tot Schoonhoven loopt het pad gelijk op met het Floris V-pad. Bij Schoonhoven kruist het pad het Oeverloperpad. In 's-Hertogenbosch bij de scheiding tussen deel 1 en deel 2 sluit het pad aan op het Peellandpad en het Maarten van Rossumpad. Bij Oisterwijk en bij Heeze kruist het pad het Brabants Vennenpad. Hiertussenin loopt het na Steensel kort samen met het Grenslandpad, in Thorn sluit het aan op dat pad. Tussen Sittard en Spaubeek loopt het samen met het Pieterpad en bij Valkenburg en Eijsden kruist het pad het Krijtlandpad. In Wezet en Dalhem is aansluiting met de GR5 (Hoek van Holland-Nice). De wandelroute GR5 is onderdeel van de Europese wandelroute E2.

## Afbeeldingen

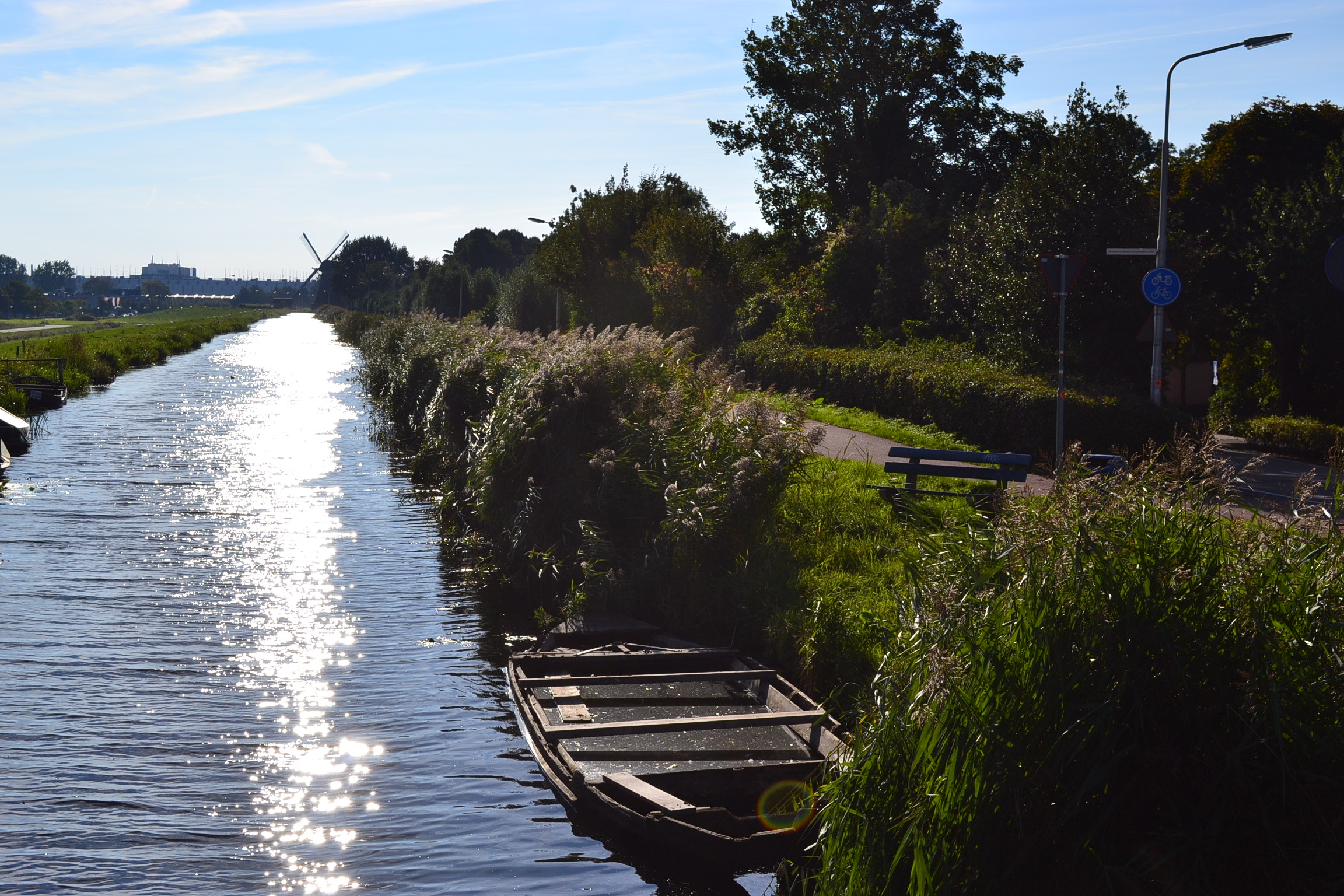
In Aalsmeer
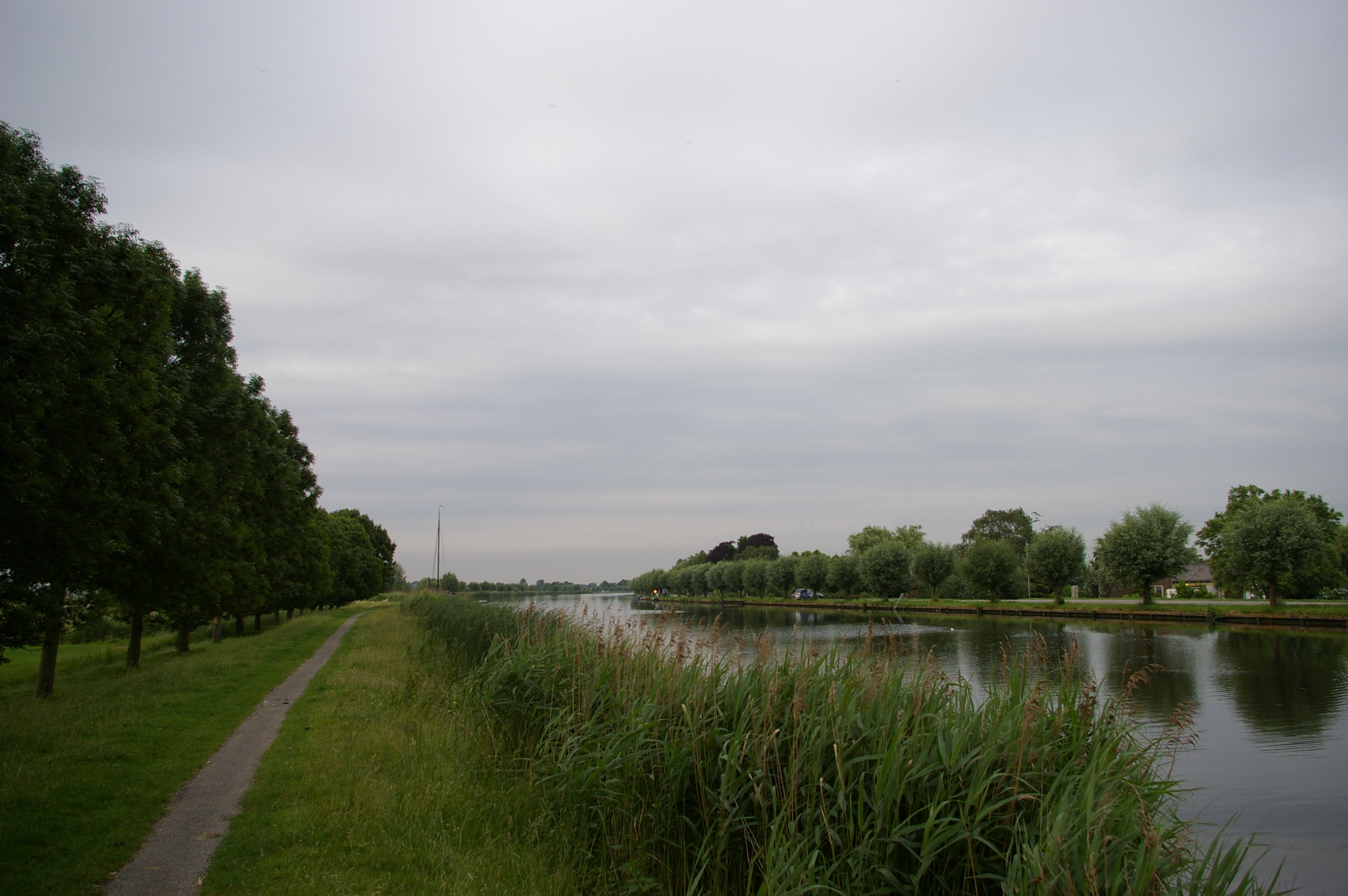
Langs het Amstel-Drechtkanaal
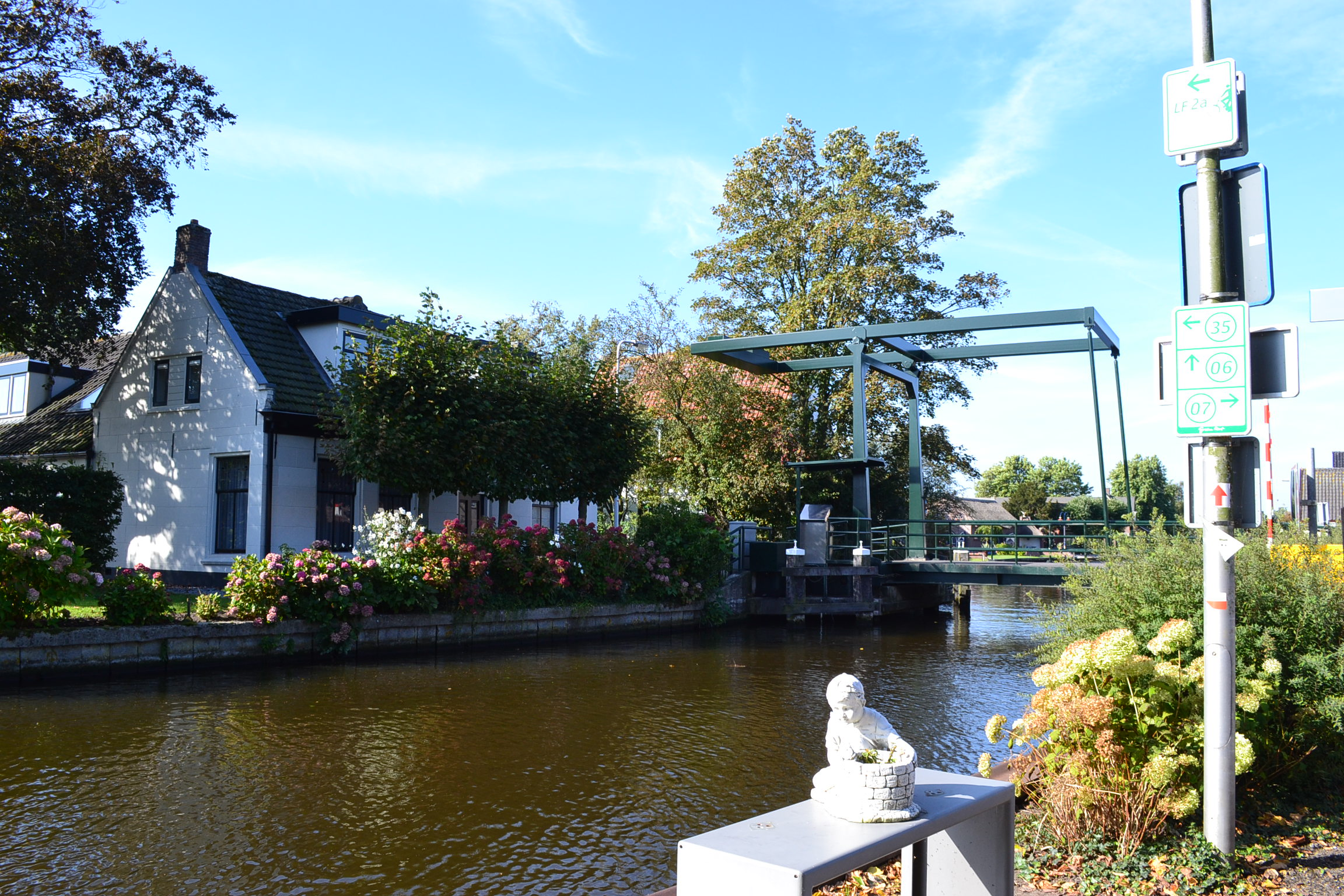
Bij Bilderdam
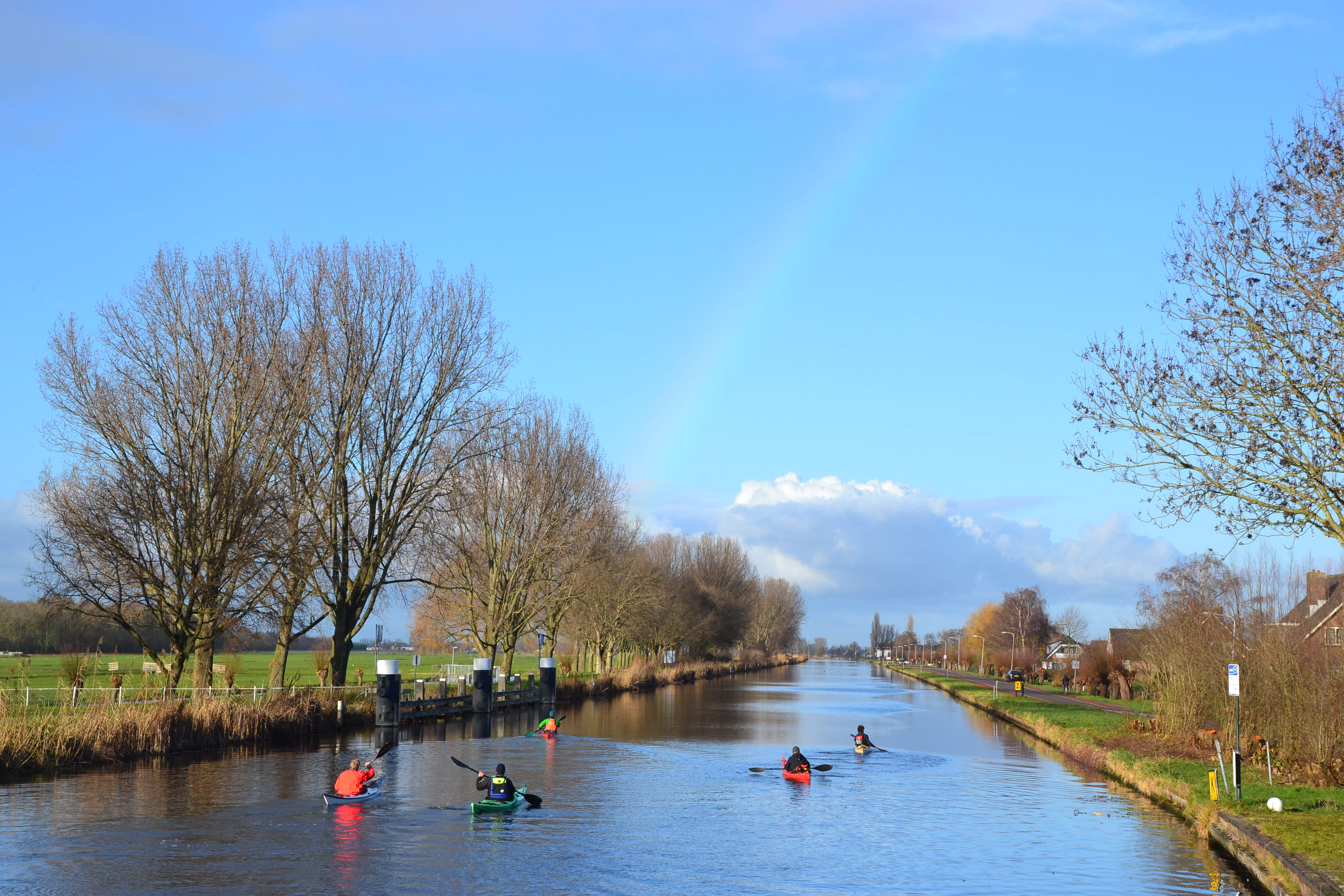
Bij het Aarkanaal bij Nieuwveen
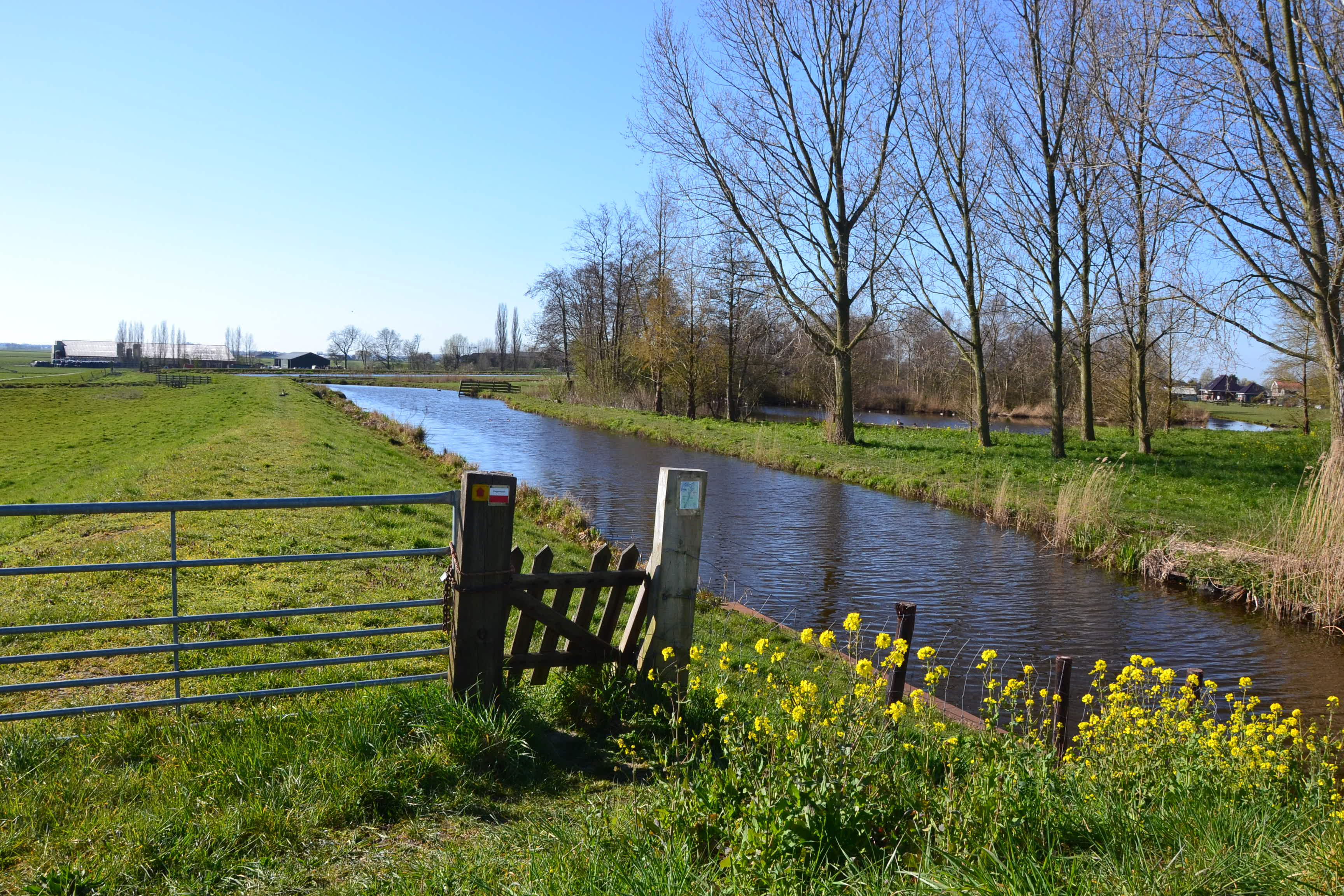
Bij Papenveer
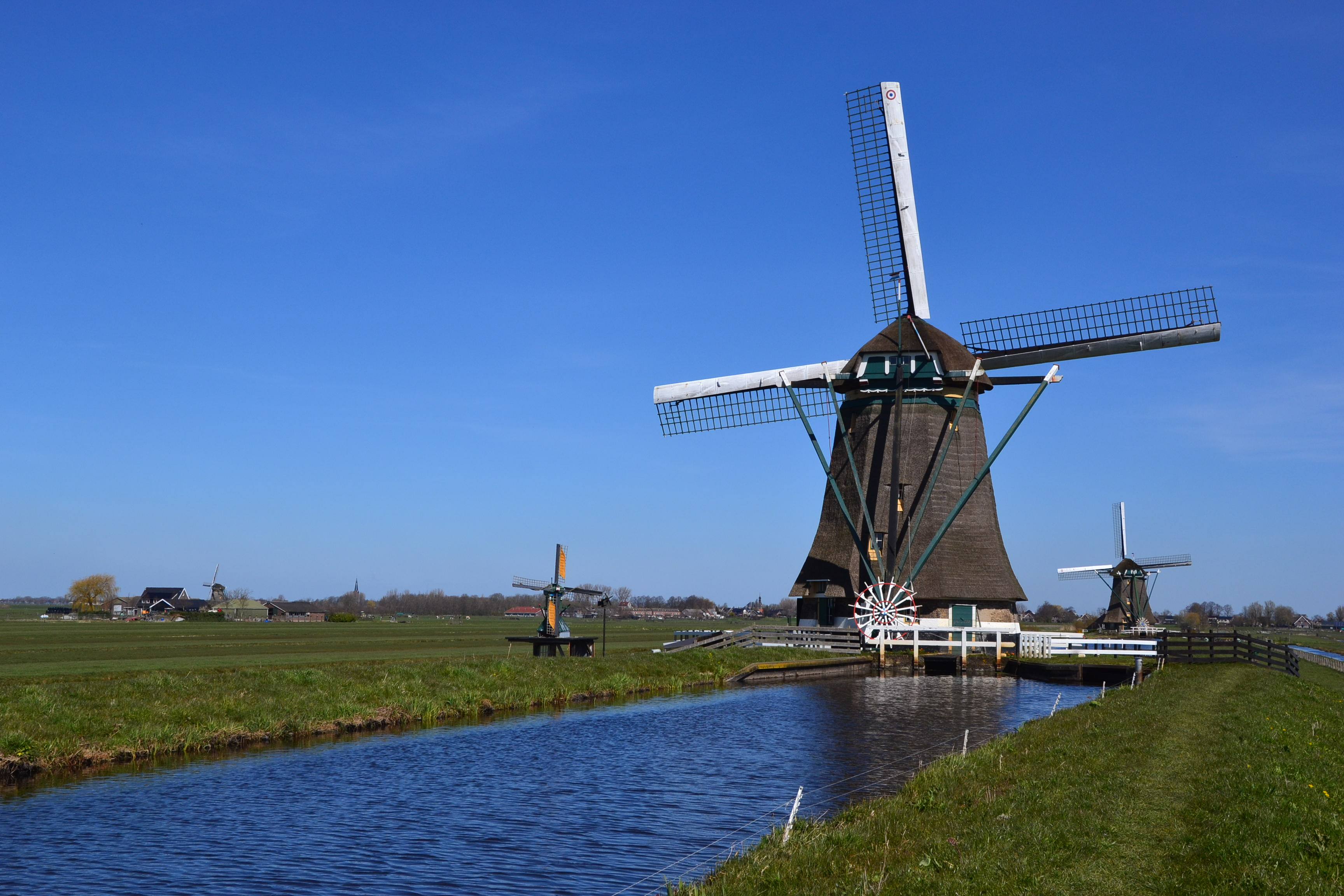
Drie van de vier molens van de Molenviergang (Aarlanderveen)
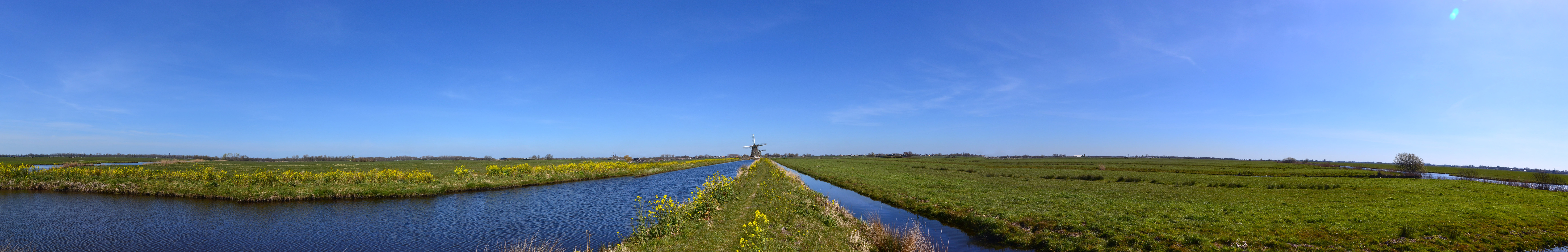
Ten noorden van Zwammerdam
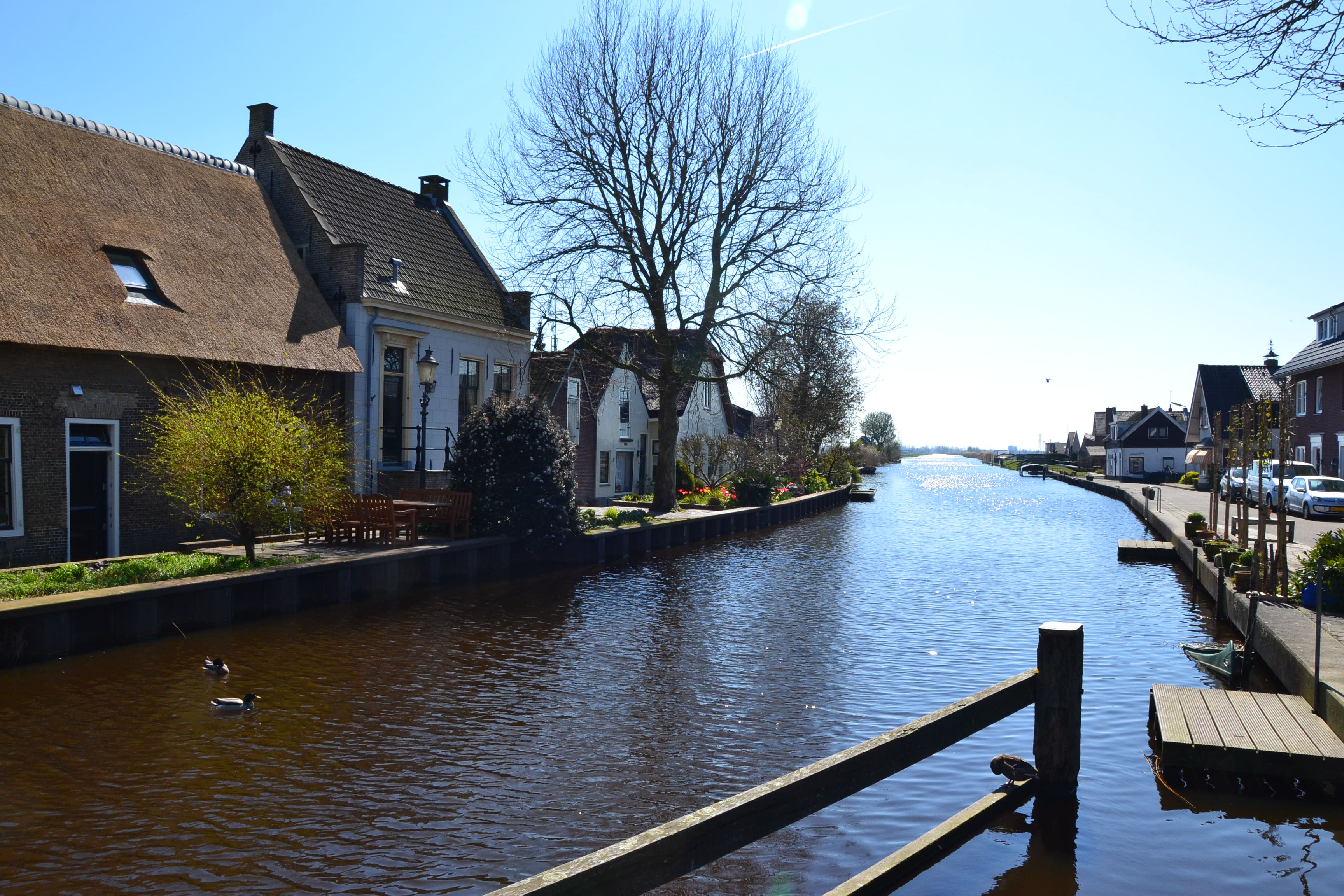
De Dubbele Wiericke in Driebruggen
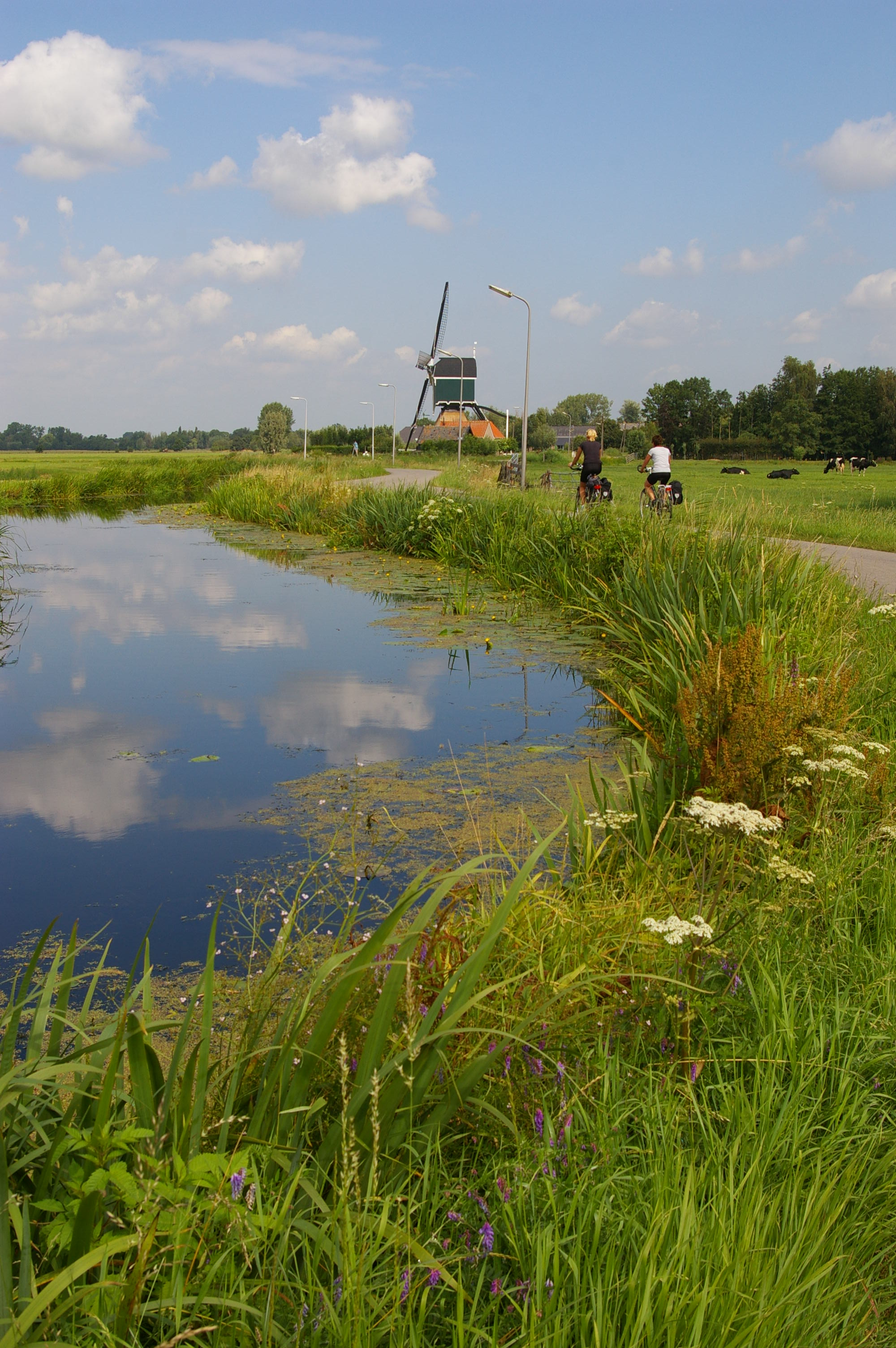
Langs de Vlist
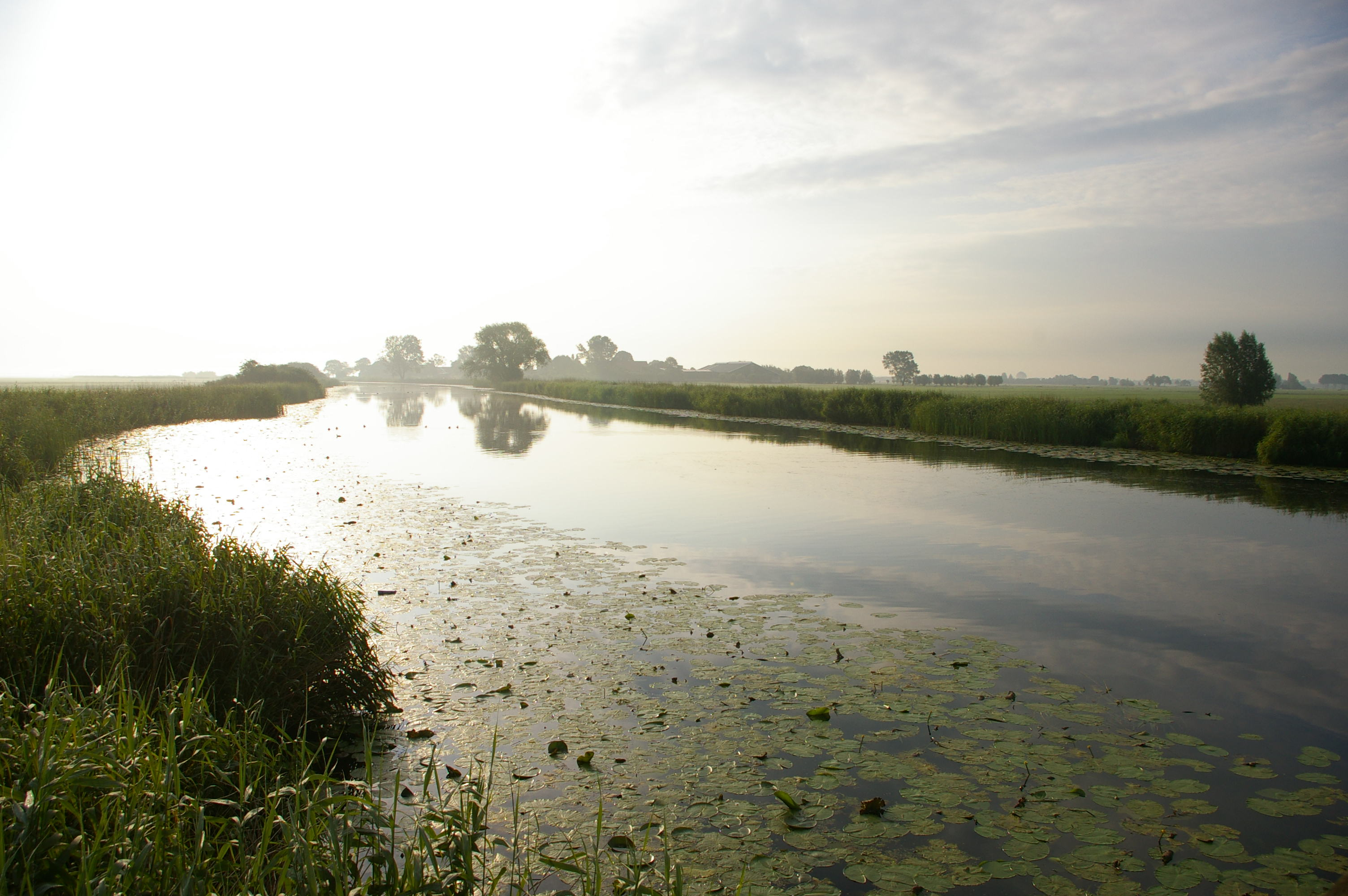
Tussen Bleskensgraaf en Groot-Ammers
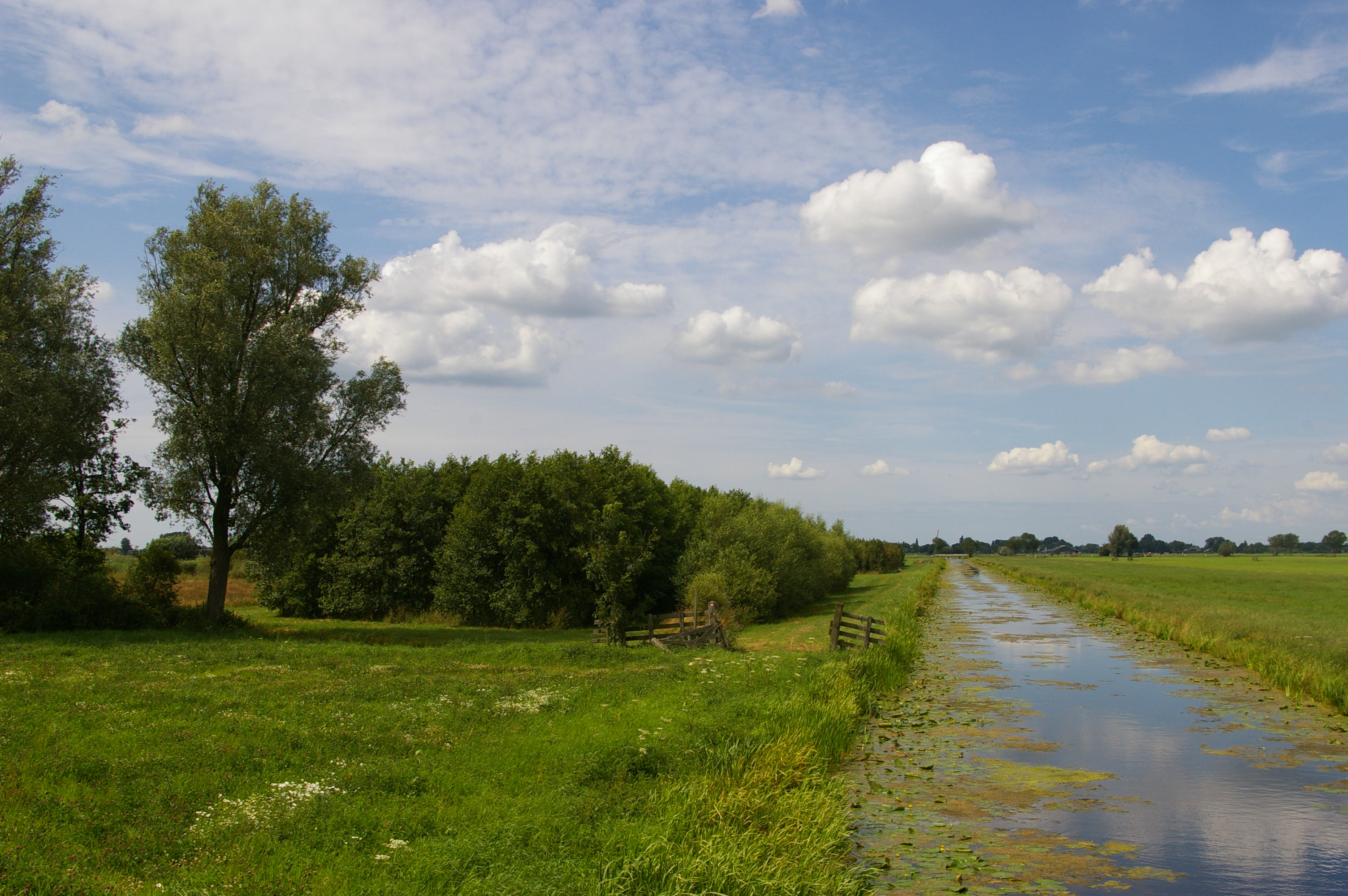
Ten zuiden van Bleskensgraaf
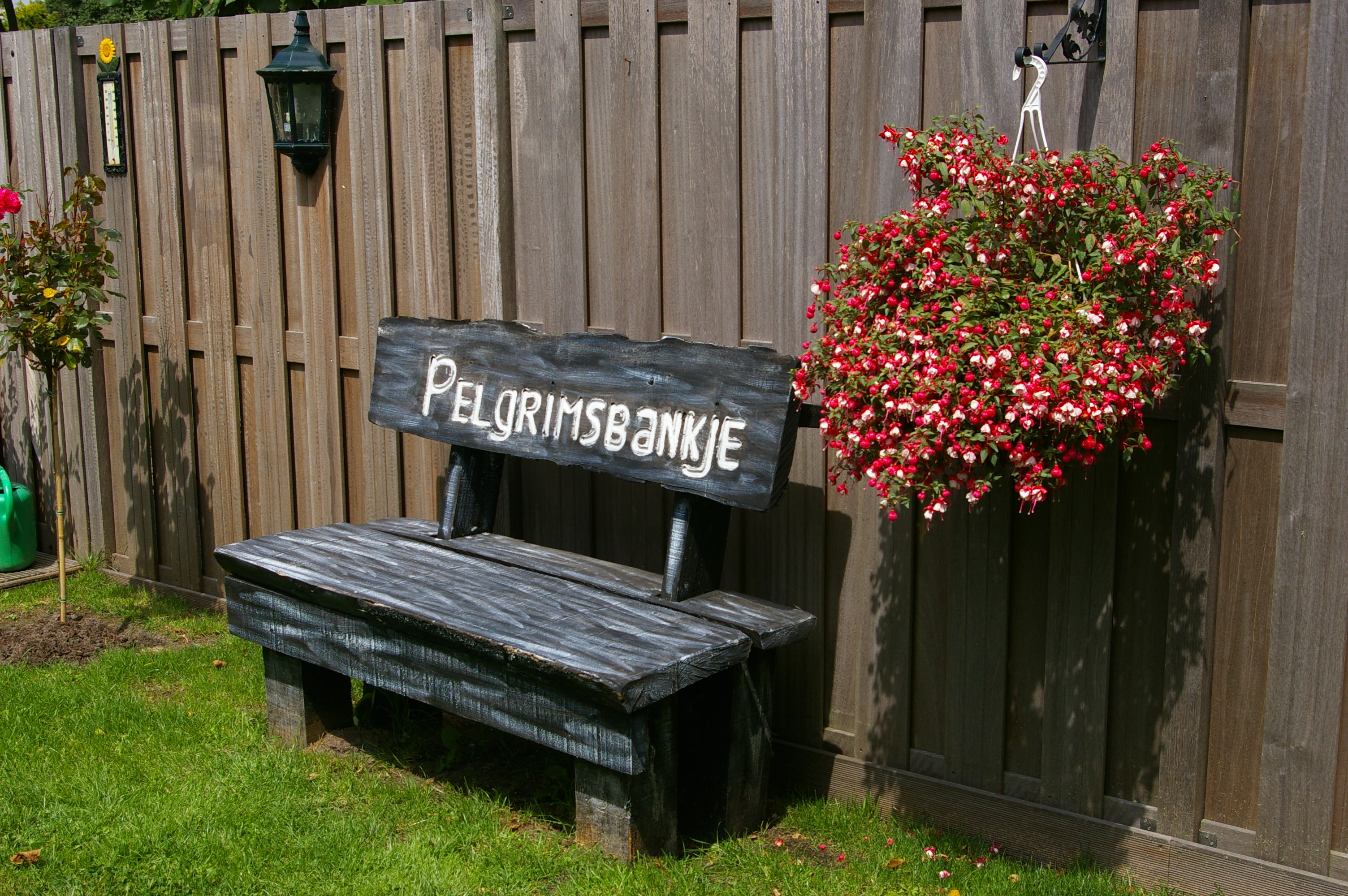
Tot gerief van de reiziger, bij Hardinxveld-Giessendam (2011)
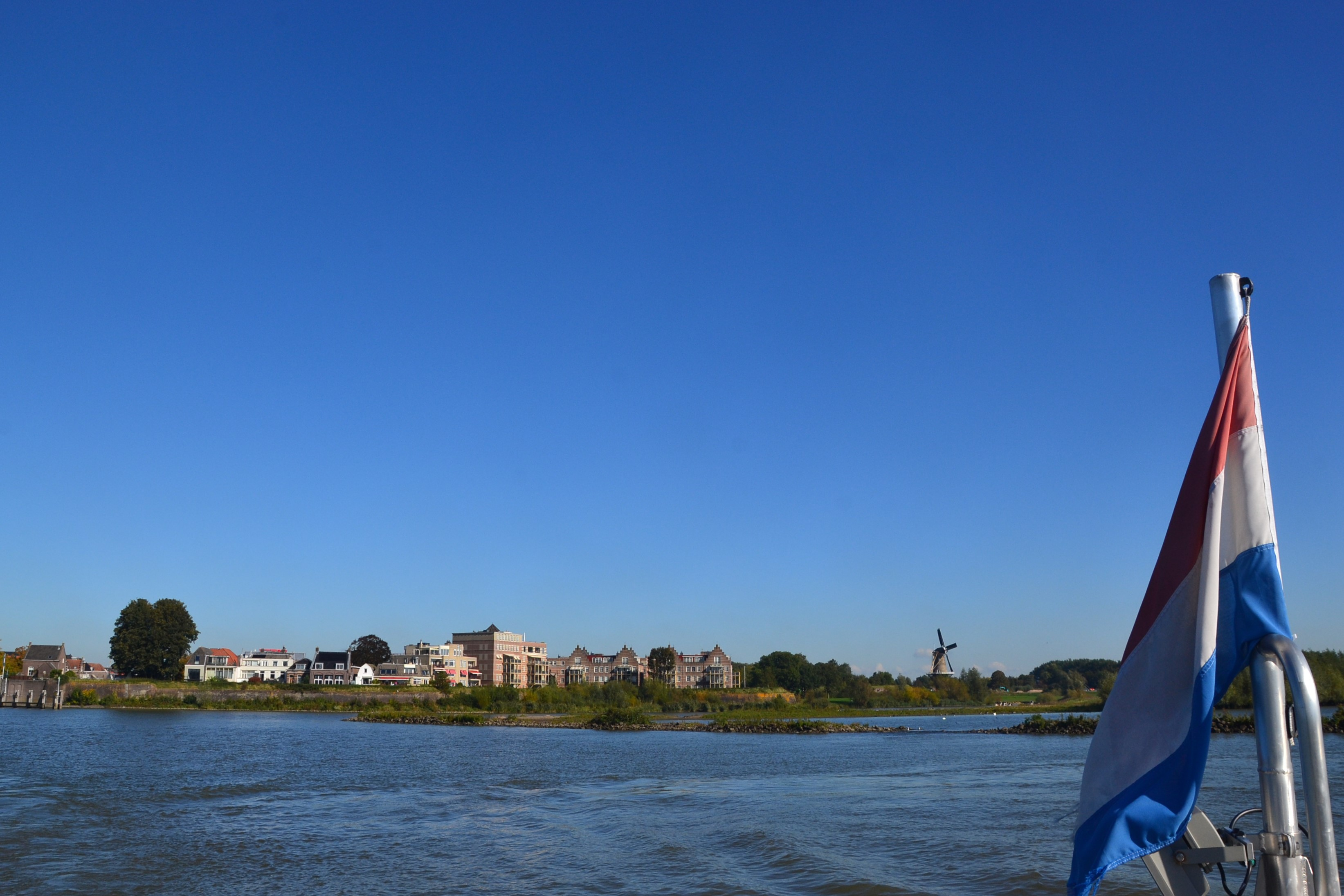
Op het veer tussen Gorinchem en Woudrichem
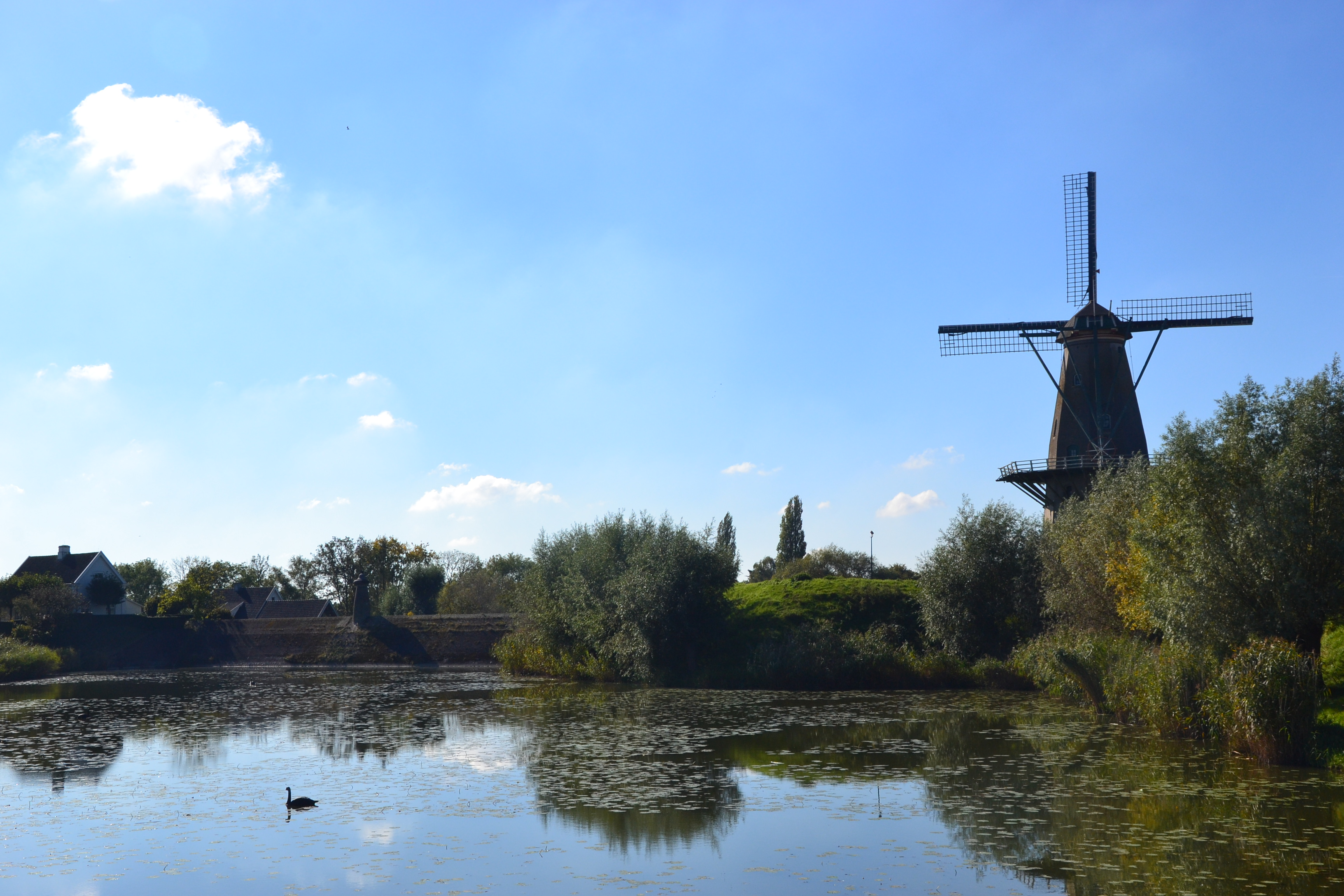
Molen Nooit Gedagt, Woudrichem
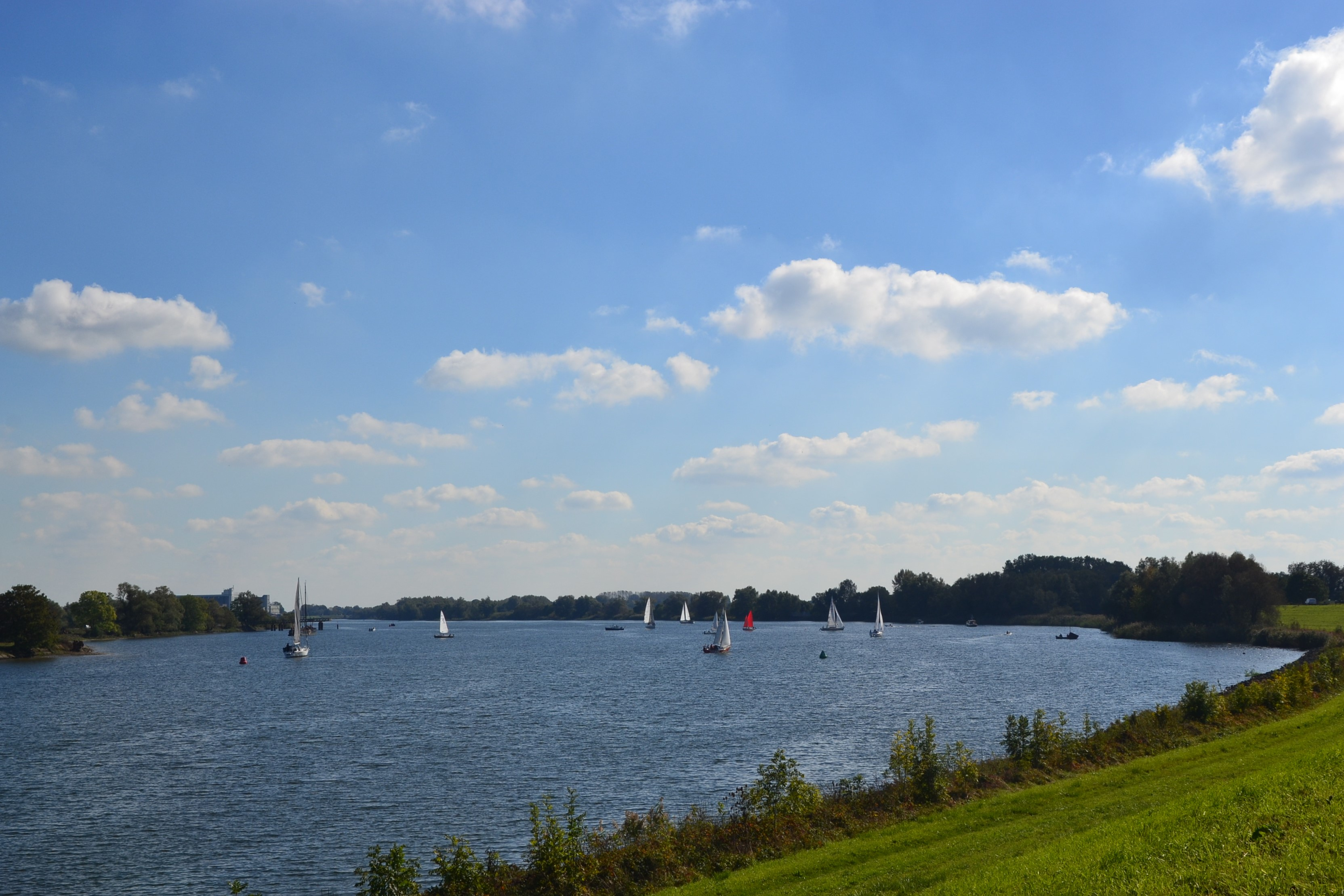
Langs de Afgedamde Maas bij Woudrichem
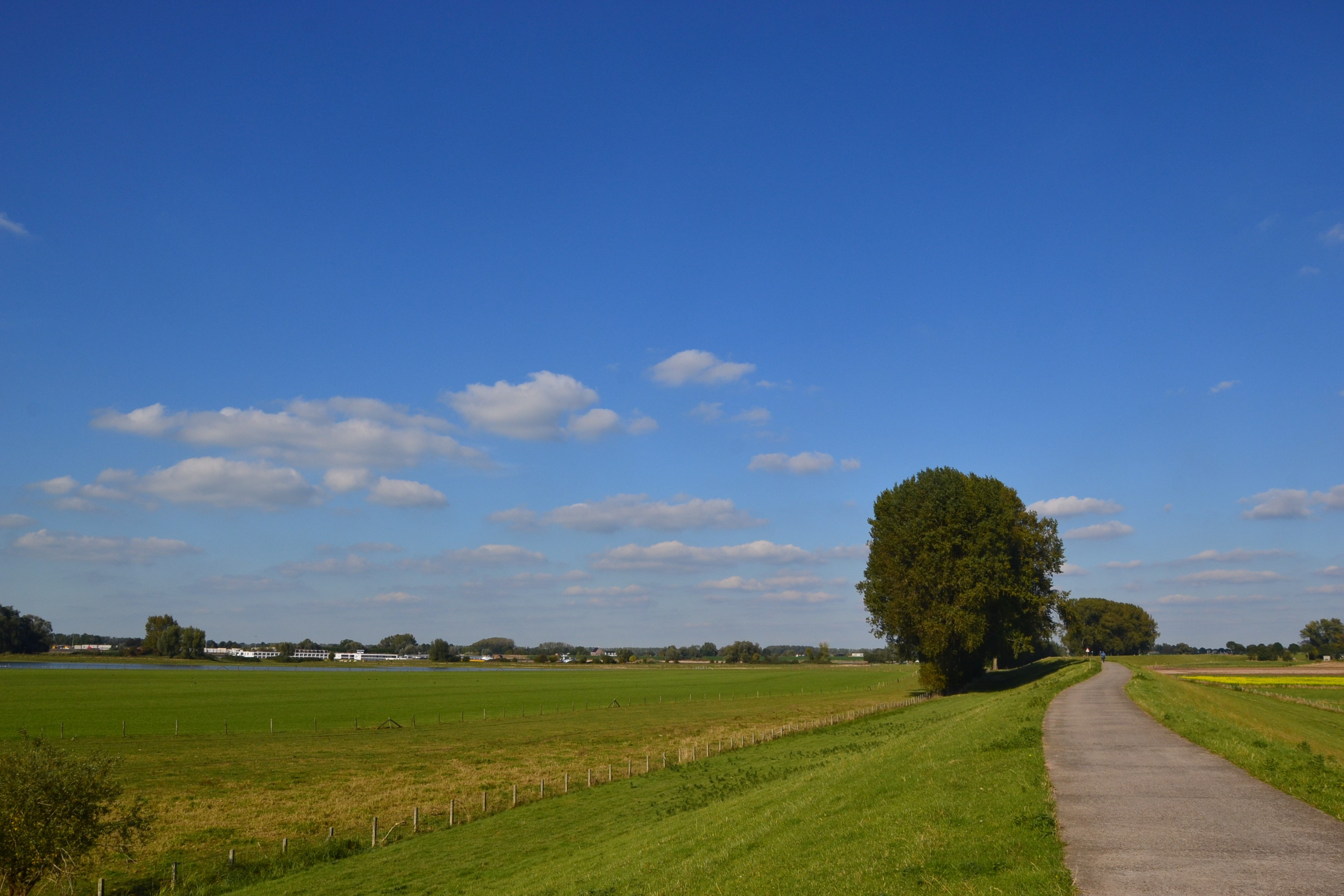
Op de Waaldijk bij Brakel
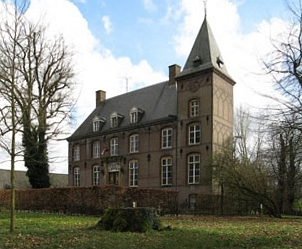
Langs Kasteel Nemerlaer in Haaren
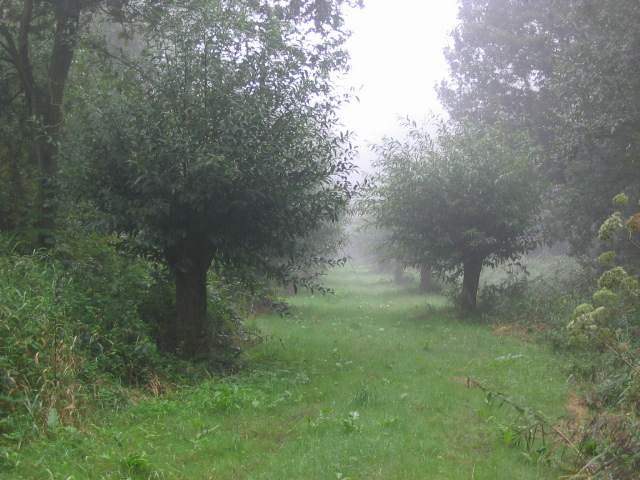
Natuurreservaat de Krang bij Ell
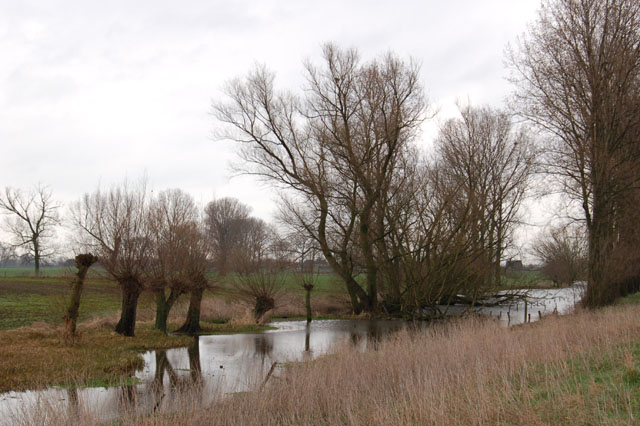
Bij Illikhoven
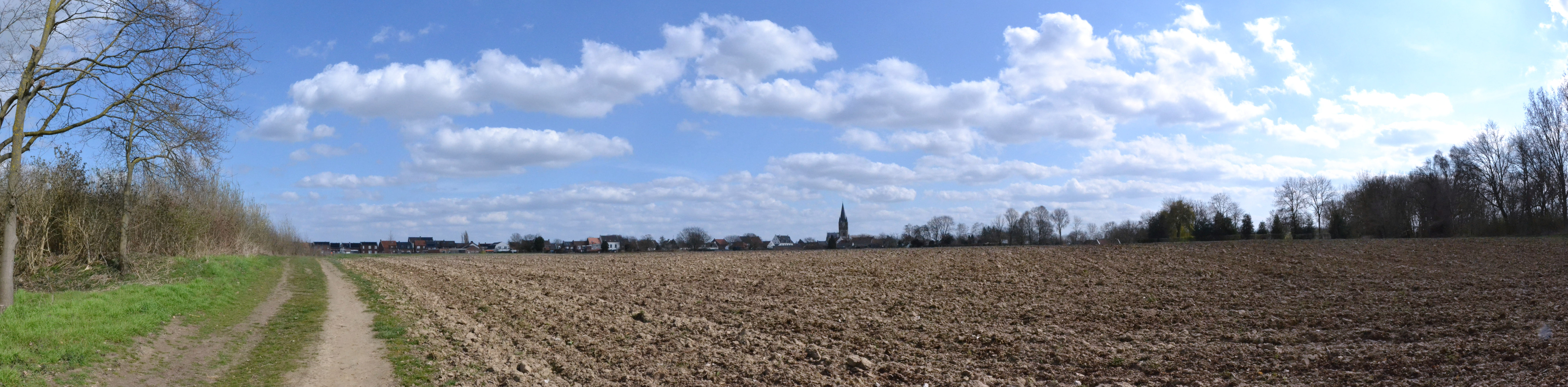
Gezicht op Thorn